# Judendorf-Straßengel
Judendorf-Straßengel est une ancienne commune autrichienne du district de Graz-Umgebung en Styrie, incorporée depuis janvier 2015 dans la municipalité de Gratwein-Straßengel.